# 艾可久
艾可久（1525年—1593年），字德徵，號恒所，直隸松江府上海縣人，軍籍，明朝政治人物。

## 生平
嘉靖三十七年（1558年）戊午科應天府鄉試第二十四名舉人。嘉靖四十一年（1562年）中式壬戌科會試第二百五名，三甲第七十一名進士。初授太常寺博士，三年後，嘉靖四十四年五月选授南京浙江道試御史，次年弹劾英国公张溶、遂安伯陈鏸等勋貴，隆慶元年（1567年）巡按直隶時，弹劾礼部左侍郎潘晟、巡抚南赣兵部右侍郎吴百朋不称职，又奉命巡视上江，條陈江防便宜數事，隆慶三年（1569年）丁外艰归。服阕，復补御史，出为衡州府知府，万历五年（1577年）正月升山东按察司临清兵备副使，八年二月升江西左参政，以内艰归。服阕，十一年九月復补陕西左参政，督理粮储，十四年升陕西按察使，十六年五月升本省右布政使，十七年四月升山西左布政使，二十年擢南京太常寺卿，十一月升南京通政使，二十一年卒，次年五月照三品未考满例，賜祭一坛减半造葬。

## 家族
原为江西撫州人。曾祖艾芹，贈承德郎湖廣斷事；祖父艾洪，號海峰，湖廣都司斷事；祖母蔡氏；父艾元美（1500年-1569年），字充之，號小峰，例授南京太医院吏目，以子贵封文林郎南京浙江道監察御史；母杜氏，封孺人。具庆下。從弟艾可權。子大有（生员）、萬有、咸有。